# Atsu Nyamadi
Atsu Nyamadi (* 1. Juni 1994 in Anloga, Volta Region) ist ein ghanaischer Leichtathlet, der sich auf den Zehnkampf spezialisiert hat. 

## Leben und Karriere
Nyamadi, dessen Heimatstadt Accra ist, besuchte die T. I. Ahmadiyya Senior High School in Kumasi und spielte dort auch Fußball und Volleyball. Im Jahr 2014 begann er zunächst ein Biologiestudium an der amerikanischen Middle Tennessee State University, wechselte jedoch das Hauptfach und schloss das Studium mit einem Bachelor of Science in Sozialwissenschaften und Tourismusstudien ab. Anschließend arbeitete Nyamadi an der Florida Agricultural and Mechanical University und der Cumberland University als Leichtathletiktrainer. Er lebt in Tennessee.
Nyamadi nahm an den ersten Olympischen Jugend-Sommerspielen 2010 teil und belegte im Dreisprung den achten Rang. Anschließend fokussierte sich der Ghanaer auf den Zehnkampf und erreichte bei den Afrikameisterschaften 2012 den fünften Platz. Bei den Afrikameisterschaften 2014 gewann Nyamadi hinter Larbi Bourrada (Algerien) und Guillaume Thierry (Mauritius) die Bronzemedaille, bei den Afrikameisterschaften 2016 hinter Fredriech Pretorius (Südafrika) die Silbermedaille. Eine weitere Silbermedaille erreichte der Ghanaer bei den Afrikaspielen 2015 hinter Guillaume Thierry. Die Wettkämpfe bei den Commonwealth Games 2014 im schottischen Glasgow und den Commonwealth Games 2018 im australischen Gold Coast konnte Nyamadi jeweils nicht beenden. Im April 2017 stellte Nyamadi mit 7.811 Punkten den aktuellen ghanaischen Landesrekord im Zehnkampf auf, im Januar 2019 mit 5.567 Punkten den aktuellen Landesrekord im Siebenkampf (Halle).

## Persönliche Bestleistungen
- Zehnkampf: 7.811 Punkte (21. und 22. April 2017, Charlottesville, VA) 
  - 100 m: 11,12 s (8. Juni 2016, Eugene, OR)
  - Weitsprung: 7,62 m (21. April 2017, Charlottesville, VA)
  - Kugelstoßen: 14,87 m (1. Juni 2019, Dallas, TX)
  - Hochsprung: 2,01 m (12. Mai 2016, Murfreesboro, TN)
  - 400 m: 49,76 s (12. Mai 2016, Murfreesboro, TN)
  - 110 m Hürden: 14,61 s (23. April 2016, Auburn, AL)
  - Diskuswurf: 46,63 m (3. April 2021, Bowling Green, KY)
  - Stabhochsprung: 4,40 m (22. April 2017, Charlottesville, VA)
  - Speerwurf: 66,96 m (9. Juni 2016, Eugene, OR)
  - 1500 m: 4:31,85 min (14. September 2015, Brazzaville)
- Siebenkampf (Halle): 5.567 Punkte (18. Januar 2019, Birmingham, AL)